# التدهور الديمقراطي في الولايات المتحدة
حدد التدهور الديمقراطي في الولايات المتحدة بأنه موجة على مستوى الولايات والمستوى الوطني حسب تحليلات ومؤشرات عديدة. التدهور الديمقراطي هو «سيرورة تغير للنظام نحو أوتوقراطية تجعل ممارسة السلطة السياسية أكثر اعتباطية وقمعية وتقيد الحيز العام والمشاركة السياسية في سيرورة اختيار الحكومة».
تعتبر قوانين جيم كرو أكثر الأمثلة المطروحة عن التدهور الديمقراطي، وهي الفترة التي رأى فيها الأمريكيون السود حقوقهم تتناقص بشكل كبير، ولا سيما في الولايات الجنوبية من الولايات المتحدة الأمريكية. نوقش التدهور الديمقراطي في القرن الحادي والعشرين كظاهرة قادها الجمهوريون بشكل رئيسي، إضافة إلى مسببات يشار إليها كثيرًا تشمل القرارات التي اتخذت من قبل المحكمة العليا للولايات المتحدة، (ولا سيما القرارات المتعلقة بالمال السياسي والجيريمانديرية في الولايات المتحدة) ومحاولة تقويض الانتخابات وتركز السلطة السياسية والاهتمام المتزايد بالعنف السياسي وسياسات الهوية البيضاء.

## عهد قوانين جيم كرو

### الممهدات لجيم كرو
بدأت إعادة البناء الأولى مع إعلان تحرير العبيد في عام 1863. في الأعقاب المباشرة للحرب الأهلية الأمريكية، اتخذت الحكومة الفيدرالية للولايات المتحدة دورًا نشطًا في تقليل التمييز العنصري. بين عامي 1865 و1870، أقرت ثلاث تعديلات لدستور الولايات المتحدة بهدف التصدي للتمييز العنصري في الجنوب: التعديل الثالث عشر (الذي ألغى معظم أشكال العبودية) التعديل الرابع عشر (الذي كان يهتم بالحقوق المدنية والحماية المتساوية تحت حكم القانون) والتعديل الخامس عشر (الذي نزع أي شرعية عن الحرمان من حق الاقتراع على أساس «العرق أو اللون أو الشروط السابقة للعبودية»). وبذلك ارتفع عدد الرجال الأمريكيين الأفارقة من 0.5٪ في عام 1866 إلى 70٪ في عام 1872. كانت هذه التعديلات ستمنح حماية أكبر إلا أن بعض صناع القرار الجمهوريين أرادوا الحد من تأثيرها لكيلا تنطبق على المهاجرين أو على السكان الأكثر فقرًا في مقاطعاتهم.
إلا أنه بحلول أواخر السبعينيات من القرن التاسع عشر، ساهم غضب البيض على المكاسب السياسية والاقتصادية والاجتماعية التي نالها السود (يتضح ذلك في العنف الاضطهاد الذي واجهوه على يد جماعات إرهابية مثل كو كلوكس كلان) في التوصل إلى تسوية 1877، والتي وافق بموجبها الحزب الديمقراطي (الذي كان يسيطر عليه في تلك الآونة مؤيدون لسيادة البيض من الجنوب) على السماح للجمهوريين بالفوز بالانتخابات الرئاسية لعام 1876، مقابل التخلص من القوات الفيدرالية في الجنوب، وبحسب المؤرخ جيمس مكفيرسون «ترك الرجل الأسود لمصيره». بدأ المؤيدون السابقون لعصر إعادة الإعمار بالمحاججة بأن الحكومة قد قامت «بتغييرات كثيرة في فترة قصيرة»، وبدأت الحركة المحافظة البيضاء ضمن الحزب الجمهوري أيضًا تنال نفوذًا.

### عهد قوانين جيم كرو
شهد عهد قوانين جيم كرو تدهورًا للحقوق السياسية والمدنية امتد لعقود بين التسعينيات من القرن التاسع عشر والعقد الثاني من القرن العشرين، إذ أقرت الحكومات الجنوبية قوانين جيم كرو، التي وضعت الأساس لضرائب الرؤوس واختبارات محو الأمية وأنظمة تمييز أخرى، الأمر الذي استثنى العديد من السود الأمريكيين والبيض المفقرين من الاقتراع. بحلول عام 1913، امتد نزع حق الاقتراع هذا إلى الحكومة الفيدرالية، إذ أدخلت حكومة ويلسون العزل العنصري هناك أيضًا. وصفت سياسات جيم كرو بأنها انهيار ديمقراطي (أو تدهور).

## القرن الحادي والعشرين
شهد القرن الحادي والعشرين تدهور حقوق الاقتراع وصعود مناصرة الجيريمانديرية في الولايات المتحدة عبر الهيئات التشريعية للولايات. سرعت رئاسة دونالد ترامب تقويض الأعراف الديمقراطية. وذكر تقرير صدر في حوليات الأكاديمية الأمريكية للعلوم السياسية والاجتماعية بأن «ترامب يقوض الثقة بالانتخابات، ويشجع على العنف السياسي، ويطعن في وسائل الإعلام الرئيسية، وينصب نفسه رئيس النظام العام بتحدي المهاجرين وقمع الاحتجاجات، ورفض إدانة الدعم الذي يناله من الجماعات اليمينية».
في عام 2019، رأى العالمان السياسيان روبيرت آر كوفمان وستفين هاغارد «تماثلًا صاعقًا يتعلق بالخلل الديمقراطي والاستقطاب وطبيعة المناشدات الأوتوقراطية، وبالسيرورات التي كان يسعى من خلالها الأوتوقراطيون أصحاب المناصب إلى استغلال مناصبهم» في الولايات المتحدة في ظل رئاسة ترامب بالمقارنة مع بلدان أخرى شهدت تدهورًا ديمقراطيًا (فنزويلا تركيا المجر). وحاجج العالمان بأن الانتقال إلى نظام هجين كان أمرًا محتملًا، ولكنه غير مرجح. في عام 2020، قدم كورت ويلاند نموذجًا كيفيًا لتقدير الاستمرارية والتدهور الديمقراطي مستخدمًا بيانات تاريخية من تجربة بلدان أخرى. وتوصلت دراسته إلى أن الولايات المتحدة محصنة ضد التدهور الديمقراطي. في عام 2021، انتقد عالما السياسة ماتياس لوبيز وخوان بابلو لونا منهجية ويلاند واختياره للمؤشرات وحاججا أن كلًا من الاستمرارية الديمقراطية والتدهور الديمقراطي ممكنين. وفي ما يتعلق بحالة البحث العلمي حول تلك المسألة، كتب العالمان أن «احتمالية مراقبة التدهور الديمقراطي في الولايات المتحدة الأمريكية تبقى مسألة هامة ومفتوحة». وبحسب معلقين، من المحتمل أن تعيد كندا تقييم العلاقات الوثيقة تاريخيًا بين الولايات المتحدة وكندا ردًا على التدهور الديمقراطي في الولايات المتحدة. 

### الجذور
ربط البعض بين الحرب على الإرهاب وحرب العراق كعاملين أتاحا تدهورًا لاحقًا في الديمقراطية في ظل رئاسة دونالد ترامب.
وأشير أيضًا إلى انبعاث سياسات الهوية الاستبدادية لأصحاب الإثنية البيضاء.

#### اللا مساواة ودور المال في السياسة
حاجج علماء في السياسة، من بينهم ويندي براون وإتش إيه جيرو، أن الديمقراطية قد نُزعت عن الولايات المتحدة الأمريكية منذ الثمانينيات من القرن العشرين بسبب تيار المحافظين الجدد والنيوليبرالية. وأشار عزيز حق وبيهروز علي خاني إلى النفوذ السياسي المتنامي للشركات العالمية والغنية إلى جانب تخفيف قوانين تمويل الحملات، ولا سيما قرار المواطنين الموحدين الذي اتخذته المحكمة العليا.

#### مؤسسات غير ديمقراطية
أشار عزيز حق أيضًا إلى الدمقرطة غير الكافية للمؤسسات الوطنية منذ عام 1787. ويتفق مع ذلك ليفيتسكي وزيبلات، إذ وجدا الفترة بين عامي 2016 و2021 فترة تدهور ديمقراطي تعود أسبابها بدرجة كبيرة إلى عدم القدرة على إصلاح مؤسسات ثانوية مثل المجمع الانتخابي ومجلس الشيوخ، الأمر الذي أتاح لمرشحين رجعيين يعانون من رهاب الأجانب الفوز بمناصب بسهولة أكبر مما كان ذلك متاحًا في ديمقراطيات أخرى كانت قد نجحت في إجراء إصلاحات في القرن العشرين لتجعل مؤسساتها أكثر تمثيلًا. قدم توم جينسبورغ وبريجيت بالدوين محاججات مماثلة، وأشارا إلى دور المحكمة العليا في تغيير السلطة السياسية بما يكفي لإفساح الطريق أمام الاستبداد.
يحاجج ليفيتسكي وزيبلات أن دستور الولايات المتحدة هو الدستور الأصعب للتعديل في العالم «عبر الاقتراع»، وأن ذلك يساعد في تفسير أسباب استمرار مؤسسات غير ديمقراطية في الولايات المتحدة كانت ديمقراطيات أخرى قد نجحت في إصلاحها.

#### الجيريمانديرية
اتخذ الجمهوريون المبادرة في دفع إعادة تقسيم الولايات في اتجاه يصب في مصلحتهم مستخدمين نتائج تعداد الولايات المتحدة لعام 2010. ونفذوا مشروع إعادة تقسيم الأغلبية، أو ريدماب، الذي كان يهدف إلى إعادة تقسيم الولايات حيث كان الجمهوريون يسيطرون على خرائط الولايات للدفع نحو تمثيل أقوى للجمهوريين، وكان ذلك عادة عبر مناصرة الجيريمانديرية. أفضى ذلك إلى نيل الجمهوريين سيطرة على مجلس النواب بفوزهم بأكثر من 33 مقعدًا في انتخابات مجلس النواب الأمريكي لعام 2012. ووجهت خرائط الولايات هذه التي رسمها الجمهوريون بدعاوي قضائية تتحدى شرعيتها. لم ترفض محكمة روبيرت قط قانون انتخاب بسبب انتهاك حق التصويت أو حقوق بند الحماية المتساوية.